# O Rosal
O Rosal település Spanyolországban, Galicia autonóm közösségben, Pontevedra tartományban. O Rosal A Guarda, Oia, Tomiño, Vila Nova de Cerveira és Caminha községekkel határos. Lakosainak száma 6509 fő (2024).

## Népesség
A település népessége az elmúlt években az alábbi módon változott:
| Lakosok száma | 5846 | 5942 | 6183 | 6462 | 6613 | 6531 | 6349 | 6234 | 6376 | 6509 |
|               | 2000 | 2003 | 2005 | 2008 | 2011 | 2013 | 2016 | 2019 | 2021 | 2024 |